# Itoromohor
Itoromohor, jedna od lokalnih skupina Semigae ili Semigaye Indijanaca iz južnog Ekvadora, negdje u krajevima između rijeka Bobonaza i Tigre. Jezično se klasificiraju široj skupini Andoan, porodica Zaparoan, a govorili su dijalektom jezika semigae.

## Vanjske poveznice
- Záparo